# Dolicheremaeus wallworki
Dolicheremaeus wallworki är en kvalsterart som beskrevs av Aoki 1967. Dolicheremaeus wallworki ingår i släktet Dolicheremaeus och familjen Tetracondylidae. Inga underarter finns listade i Catalogue of Life.